# والری توماس
والری ال. توماس (انگلیسی: Valerie Thomas؛ زادهٔ ۸ فوریهٔ ۱۹۴۳) دانشمند علم داده و مخترع آمریکایی است. او فرستنده توهم (illusion transmitter) را اختراع کرد که برای آن در سال ۱۹۸۰ حق اختراع دریافت کرد. او مسئول توسعه فرمت‌های رسانه‌ای دیجیتالی بود که پردازش تصویر دیجیتال در سال‌های اولیه برنامه لندست ناسا استفاده می‌کردند.

## اوایل زندگی و تحصیلات
توماس در بالتیمور، مریلند متولد شد. او در سال ۱۹۶۱ در دوران ادغام نژادی از دبیرستان فارغ‌التحصیل شد. در دانشگاه مورگان استیت تحصیل کرد که یکی از دو زنی بود که فیزیک را به عنوان رشته اصلی انتخاب کرده بودند. توماس در دروس ریاضی و علوم خود در دانشگاه مورگان استیت عالی عمل کرد و در سال ۱۹۶۴ با مدرک فیزیک با بالاترین افتخارات فارغ‌التحصیل شد.

## حرفه علمی
توماس در سال ۱۹۶۴ کار خود را در ناسا به عنوان تحلیلگر داده آغاز کرد. او سیستم‌های داده کامپیوتری بلادرنگ را برای پشتیبانی از مراکز کنترل عملیات ماهواره‌ای توسعه داد (۱۹۷۰–۱۹۶۴). او بر ایجاد برنامه لندست نظارت داشت و مشارکت او در این برنامه بر اساس کارهای دیگر دانشمندان ناسا در تلاش برای تجسم زمین از فضا بود.
در سال ۱۹۷۴، توماس تیمی متشکل از حدود ۵۰ نفر را برای آزمایش موجودی محصولات در مناطق وسیع (LACIE) هدایت کرد که یک تلاش مشترک با مرکز فضایی جانسون ناسا، اداره ملی اقیانوسی و جوی (NOAA) و وزارت کشاورزی ایالات متحده بود. LACIE امکان‌سنجی استفاده از ماهواره‌ها برای خودکارسازی فرایند پیش‌بینی عملکرد گندم در سطح جهانی را نشان داد.
او در سال ۱۹۷۶ در یک نمایشگاه علمی شرکت کرد که شامل توهم یک لامپ روشن بود که به نظر می‌رسید روشن است، حتی اگر از سوکت خود خارج شده بود. این توهم که شامل یک لامپ دیگر و آینه‌های مقعر بود، توماس را الهام بخشید. در پاسخ به کنجکاوی خود، او در سال ۱۹۷۷ تحقیقات خود را برای یک حق اختراع بالقوه آغاز کرد. این شامل ایجاد آزمایشی بود که در آن مشاهده کرد چگونه موقعیت یک آینه مقعر بر روی شیء واقعی که از طریق آن منعکس می‌شود تأثیر می‌گذارد. از طریق کشف و آزمایش خود، او یک دستگاه نوری به نام فرستنده توهم را اختراع کرد. در ۲۱ اکتبر ۱۹۸۰، او حق اختراع فرستنده توهم را دریافت کرد، دستگاهی که ناسا آن را به کار گرفت و بعداً برای صفحه نمایش دستگاه‌هایی از ابزار جراحی تا تلویزیون‌ها تطبیق داده شد. توماس معاون رئیس دفتر عملیات داده علوم فضایی در ناسا شد. اختراع توماس در یک کتاب داستانی کودکان، تلویزیون و بازی‌های ویدئویی به تصویر کشیده شده است.
در سال ۱۹۸۵، به عنوان مدیر تأسیسات کامپیوتری NSSDC، توماس مسئول ادغام و پیکربندی مجدد دو تأسیسات کامپیوتری قبلاً مستقل بود. سپس از سال ۱۹۸۶ تا ۱۹۹۰ به عنوان مدیر پروژه شبکه تحلیل فیزیک فضایی (SPAN) خدمت کرد در دوره‌ای که SPAN دستخوش یک پیکربندی مجدد اساسی شد و از یک شبکه علمی با حدود ۱۰۰ گره کامپیوتری به شبکه‌ای تبدیل شد که مستقیماً حدود ۲۷۰۰ گره کامپیوتری در سراسر جهان را به هم متصل می‌کرد. تیم توماس به دلیل توسعه یک شبکه کامپیوتری که ایستگاه‌های تحقیقاتی دانشمندان از سراسر جهان را برای بهبود همکاری علمی به هم متصل می‌کرد، مورد تقدیر قرار گرفت.
در سال ۱۹۹۰، SPAN به بخش اصلی شبکه‌بندی علمی ناسا و اینترنت امروزی تبدیل شد. او همچنین در پروژه‌های مربوط به دنباله‌دار هالی، تحقیقات ازن، فناوری ماهواره‌ای و فضاپیمای ویجر مشارکت داشت.
او به دانشجویان در برنامه ریاضیات، هوافضا، تحقیقات و فناوری (MARTI) مشاوره می‌داد. توماس اغلب با گروه‌هایی از دانش‌آموزان دبستانی، دبیرستانی، کالج و دانشگاه و همچنین گروه‌های بزرگسال صحبت می‌کرد. به عنوان یک الگو برای جامعه خود، او در طول سال‌ها از مدارس و جلسات ملی بازدید کرده است. او به دانشجویانی که در برنامه‌های تابستانی در مرکز پرواز فضایی گودارد کار می‌کردند، مشاوره داده است. او همچنین در نمایشگاه‌های علمی داوری کرده و با سازمان‌هایی مانند انجمن ملی فنی (NTA) و زنان در علم و مهندسی (WISE) همکاری کرده است.
در پایان آگوست ۱۹۹۵، او از ناسا و سمت‌های معاونت ریاست دفتر عملیات داده علوم فضایی ناسا، مدیریت قابلیت پاسخگویی به حوادث سیستم‌های خودکار ناسا و ریاست کمیته آموزش دفتر عملیات داده علوم فضایی بازنشسته شد.

## بازنشستگی
پس از بازنشستگی، توماس به عنوان همکار در مرکز تحقیقات بهره‌وری چند هسته‌ای هیبریدی دانشگاه مریلند در بالتیمور خدمت کرد. او همچنین از طریق علم، ریاضیات، هوافضا، تحقیقات و فناوری (SMART) و انجمن ملی فنی به راهنمایی جوانان ادامه داد.